# Aeroportul Municipal Santiago
Aeroportul Municipal Santiago (IATA: STI, ICAO: MDST) este un aeroport din Santiago de los Caballeros, Provincia de Santiago (República Dominicana)⁠(d), Republica Dominicană ce deservește zona Santiago de los Caballeros.
Situat la o altitudine de 172 m, aeroportul dispune de o singură pistă.